# Niedersachsenpokal

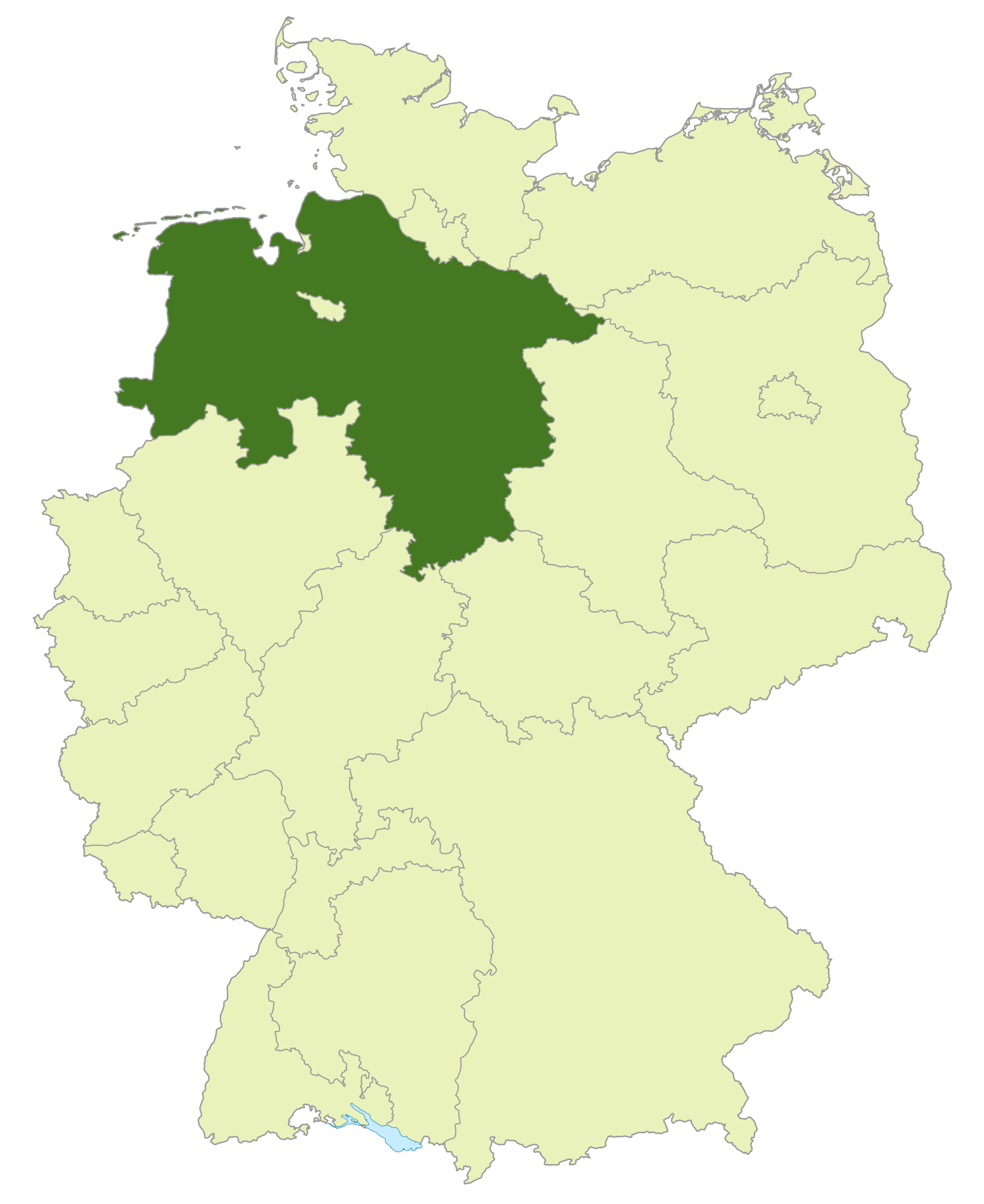
Dolní Sasko na mapě Německa

Niedersachsenpokal je německá fotbalová soutěž pro týmy pod Dolnosaským fotbalovým svazem (Landespokal, regionální pohár). Fotbalový svaz Dolního Saska sdružuje ve svých řadách více než 442 000 aktivních členů registrovaných v 18 936 klubech. V rámci Německa je to třetí největší ze všech 21 zemských svazů. Od roku 1956 pořádá Niedersachsenpokal (NFV-Pokal). Tento Landespokal se hraje vyřazovacím K.O. systémem, soutěž má pět kol a v úvodním kole má výhodu volného losu VfL Osnabrück, účastník 3. ligy a finalisté předchozího ročníku NFV-Pokalu. Poháru se nezúčastňují celky z nejvyšších dvou německých soutěží. Vítěz i poražený finalista postupují do soutěže DFB-Pokal.

## Přehled vítězů
Zdroj:

Vysvětlivky:
- Am. – amatérský tým

| Rok  | Vítěz                     |
| ---- | ------------------------- |
| 1956 | VfV Hildesheim            |
| 1957 | Sportfreunde Lebenstedt   |
| 1958 | VfB Peine                 |
| 1959 | Preußen Hameln            |
| 1960 | TSR Olympia Wilhelmshaven |
| 1961 | Sportfreunde Lebenstedt   |
| 1962 | VfL Wolfsburg             |
| 1963 | 1. SC Göttingen 05        |
| 1964 | Sportfreunde Salzgitter   |
| 1965 | Wolfenbütteler SV         |
| 1966 | TuS Haste 01              |
| 1967 | 1. SC Göttingen 05 II     |
| 1968 | Roland Delmenhorst        |
| 1969 | SV Einbeck 05             |
| 1970 | TuS Bodenteich            |
| 1971 | VfL Rütenbrock            |
| 1972 | 1. FC Wolfsburg           |
| 1973 | TSV Burgdorf              |
| 1974 | Eintracht Nordhorn        |
| 1975 | Sportfreunde Salzgitter   |

| Rok  | Vítěz                        |
| ---- | ---------------------------- |
| 1976 | VfV Hildesheim               |
| 1977 | TuS Hessisch Oldendorf       |
| 1978 | MTV Gifhorn                  |
| 1979 | nehrálo se                   |
| 1980 | Borussia Hannover            |
| 1981 | TuS Celle                    |
| 1982 | Hannover 96 Am.              |
| 1983 | TuS Lingen                   |
| 1984 | Friesen Hänigsen             |
| 1985 | VfR Langelsheim              |
| 1986 | TSV Stelingen                |
| 1987 | TSV Verden                   |
| 1988 | TSV Verden                   |
| 1989 | VfL Bückeburg                |
| 1990 | TuS Bersenbrück              |
| 1991 | TSV Krähenwinkel/Kaltenweide |
| 1992 | Sportfreunde Ricklingen      |
| 1993 | Sportfreunde Ricklingen      |
| 1994 | Sportfreunde Oesede          |
| 1995 | SSV Vorsfelde                |

| Rok  | Vítěz                  |
| ---- | ---------------------- |
| 1996 | Kickers Emden          |
| 1997 | Hannover 96            |
| 1998 | Hannover 96            |
| 1999 | SV Meppen              |
| 2000 | Kickers Emden          |
| 2001 | FC Schüttorf 09        |
| 2002 | VfL Wolfsburg Am.      |
| 2003 | VfL Wolfsburg Am.      |
| 2004 | Eintracht Braunschweig |
| 2005 | VfL Osnabrück          |
| 2006 | BV Cloppenburg         |
| 2007 | SV Wilhelmshaven       |
| 2008 | Eintracht Nordhorn     |
| 2009 | Kickers Emden          |
| 2010 | SV Wilhelmshaven       |
| 2011 | Eintracht Braunschweig |
| 2012 | TSV Havelse            |
| 2013 | VfL Osnabrück          |
| 2014 | BSV Rehden             |
| 2015 | VfL Osnabrück          |

| Rok  | Vítěz                      |
| ---- | -------------------------- |
| 2016 | SV Drochtersen/Assel       |
| 2017 | VfL Osnabrück              |
| 2018 | SV Drochtersen/Assel       |
| 2019 | Atlas Delmenhorst          |
| 2020 | MTV Eintracht Celle        |
| 2021 | SV Meppen                  |
| 2022 | TuS BW Lohne               |
| 2023 | VfL Osnabrück              |
| 2024 | VfV Borussia 06 Hildesheim |
| 2025 | TuS BW Lohne               |